# Rhypodes cognatus
Rhypodes cognatus är en insektsart som beskrevs av Alan C. Eyles 1990. Rhypodes cognatus ingår i släktet Rhypodes och familjen fröskinnbaggar. Inga underarter finns listade i Catalogue of Life.